# Elite: Dangerous

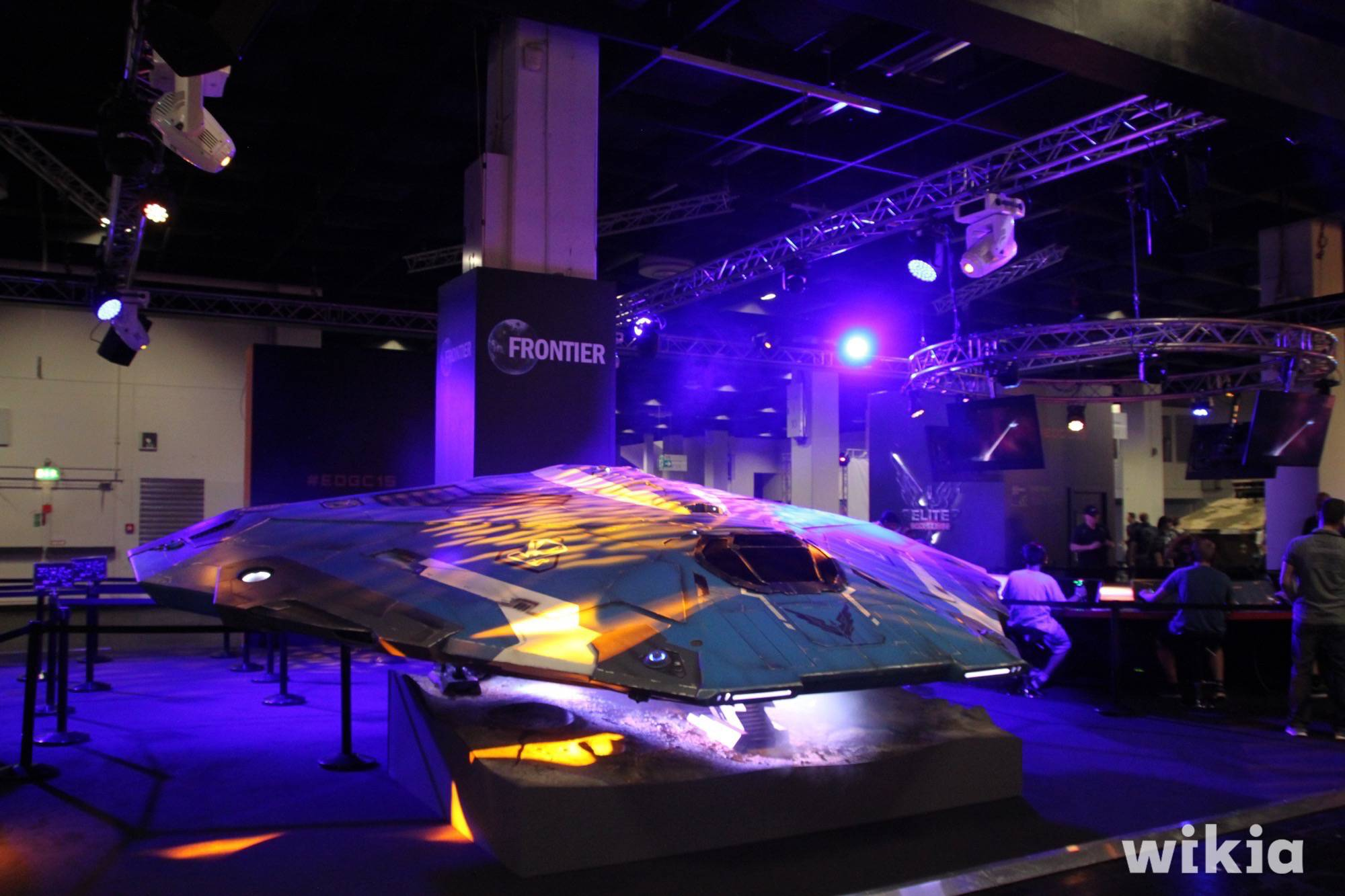
Modell einer Cobra MkIII auf der Gamescom 2015

Elite: Dangerous ist ein am 16. Dezember 2014 erschienenes Science-Fiction-Computerspiel, das vom britischen Entwicklerstudio Frontier Developments unter Leitung von David Braben entwickelt wurde. Das, eine dauerhafte Internetverbindung voraussetzende, Gameplay des kein konkretes Spielziel vorgebenden Open-World-Spiels mit persistenter Welt und Einzelspieler- sowie Massively-Multiplayer-Online-Game-Modus basiert auf einer Mischung aus Wirtschaftssimulation sowie bewaffneter Weltraum-Flugsimulation unter den Bedingungen einer weitgehend realistischen Raumflugmechanik.
Zentrale Spielelemente von Elite: Dangerous gehen auf den bereits 1984 vom britischen Publisher Acornsoft erstveröffentlichten und von Braben gemeinsam mit Ian Bell ursprünglich für den Heimcomputer BBC Micro entwickelten Computerspielklassiker Elite zurück. Elite: Dangerous stellt den nunmehr vierten Teil der Elite-Computerspielserie dar und gilt als Nachfolger des 1995 veröffentlichten dritten Serientitels Frontier: First Encounters. Bis Ende 2016 wurden weltweit 2,1 Millionen Kopien des Spiels verkauft.

## Spielprinzip
Es handelt sich bei Elite: Dangerous um ein Open-World-Spiel, das nach Angaben der Entwickler insgesamt 400 Milliarden Sternensysteme umfasst. Davon entsprechen 160.000 Systeme realen Vorbildern, andere Systeme werden durch prozedurale Synthese erzeugt. In diesem Zusammenhang wurde Wert auf Eins-zu-eins-Modelle der Sonnensysteme und ein möglichst korrektes physikalisches Verhalten gelegt. Es existieren drei Spielmodi: Im Einzelspielermodus ist der Spieler allein unterwegs, während im offenen Spielmodus alle anderen Spieler zeitgleich agieren. Als drittes gibt es die private Gruppen-Sitzung, in der der Spieler nur auf die beigetretenen bzw. eingeladenen Spieler treffen kann. Deren Handlungen wirken sich auf das Spiel aus und zwar sowohl hinsichtlich des Solo- als auch des Mehrspielermodus. Eine permanente Onlineverbindung ist für alle Modi zwingend.
Das Spiel verfügt wie seine Vorgänger über keine eigentliche Handlung. Der Tag und Uhrzeit ist an die koordinierte Weltzeit gekoppelt, das Spiel handelt 1286 Jahre in der Zukunft und begann mit Veröffentlichung im Jahr 3300. Der Spieler fängt mit einem Schiff vom Typ Sidewinder an. Verbesserungen und Erweiterungen der Schiffe oder Neuerwerbungen sind nur möglich, indem entsprechende Gewinne erzielt werden. Dafür steht es dem Spieler völlig frei, als Händler, Personenbeförderer, Kopfgeldjäger, Raumpirat, Schmuggler, Entdecker oder als Ressourcenabbauarbeiter zu agieren. Allerdings beeinträchtigen illegale Handlungen des Spielers dessen Status. Im Hintergrund wird ein politischer Konflikt angedeutet: Das Verhältnis der drei Großmächte Imperium, Föderation und Allianz ist angespannt, wobei im Imperium zudem ein Machtkampf um die Nachfolge droht.
Eine Ausnahme stellt der ebenfalls verfügbare Close Quarter Combat-Modus (kurz: CQC) dar. In diesem Modus kann der Spieler gegen andere Spieler in einem Deathmatch antreten, wahlweise im Team oder alleine. Ein Fortschritt im Hauptspiel kann hier allerdings nicht erzielt werden. Im CQC-Modus wird mit kleineren Schiffen gespielt, es sind größtenteils Fighter wählbar, auch ein Sidewinder steht zur Verfügung.

## Entwicklung
Das Spiel wurde durch eine erfolgreiche Kickstarter-Kampagne vom 6. November 2012 bis zum 5. Januar 2013 finanziert, die rund 1,5 Millionen britische Pfund einbrachte. Im Dezember 2013 wurde die spielbare Alphaversion, im Mai 2014 die Betaversion für die Kickstarter-Kampagne freigegeben. Bis Dezember 2014 wurde an der Fehlerbeseitigung und der Implementierung von Feedbackmeldungen durch die Testspieler gearbeitet. Am 16. Dezember 2014 wurde das fertige Spiel als Download auf der offiziellen Website veröffentlicht.
Braben zufolge soll es im Laufe der Zeit auch zusätzliche Erweiterungen geben. Unter anderem erwähnte Braben während der Kickstarter-Kampagne in einem Video, dass es später auch möglich sein soll, auf Planeten zu landen. Diese Idee wurde dann im Dezember 2015 mit Elite Dangerous: Horizons in die Tat umgesetzt. Eine Version für das Betriebssystem OS X wurde im Mai 2015 fertiggestellt. Für die Xbox One ist das Spiel seit dem 16. Juni 2015 erhältlich. Am 27. Juni 2017 erschien die Version für die PlayStation 4.
Die Unterstützung für die OS-X-Version des Spiels wurde am 12. Dezember 2018 mit der Version 3.3 eingestellt. Mit der Erweiterung Elite Dangerous: Odyssey wurde das Spiel um Space Legs erweitert, man kann das Schiff verlassen und in Ego-Perspektive herumlaufen sowie Missionen erfüllen und dabei unter anderem an Kämpfen wie in einem Ego-Shooter teilnehmen. Die Weiterentwicklung der Konsolenversionen wurde am 10. März 2022 eingestellt.

## Rezeption

### Rezensionen
In der Presse wurde der Neuauflage des Klassikers große Beachtung geschenkt. Gelobt wurden unter anderem die grafische Darstellung, der Sound und die Musik, die völlige Freiheit des Spiels und die damit verbundenen Möglichkeiten. Allerdings wurde kritisch angemerkt, dass die Nutzung aller Funktionen einige Einarbeitung erfordert (dies betrifft in erster Linie die Steuerung) und die Darstellung des Handels teils recht nüchtern wirkt. Der Gesamteindruck ist insgesamt betrachtet recht positiv.
GameStar kritisiert den recht dünnen Storyfaden, der nur in Form von Textnachrichten alle paar Tage auf dem Schwarzen Brett erscheint.
Die notwendige Onlineverbindung des Spiels hatte im Vorfeld der Veröffentlichung zu Kritik geführt, da dies ursprünglich von Frontier Developments noch ausgeschlossen wurde. David Braben argumentierte mit notwendigen Anpassungen auch für den Solomodus, die jeweils aktualisiert in das dynamisch gestaltete Spiel einfließen.

### Nominierungen für Preise
Im Rahmen der BAFTA Video Games Awards 2016 wurde die u. a. Planetenlandungen gestattende Erweiterung Elite Dangerous: Horizons im Frühjahr 2017 als bestes Videospiel in der Kategorie der „Evolving Games“ nominiert.
Die zahlreiche Verbesserungen des Gameplays umfassende Erweiterung Elite Dangerous: Beyond wurde ebenfalls als bestes Videospiel in der Kategorie der „Evolving Games“ für die BAFTA Video Games Awards 2019 nominiert.

### Verkaufszahlen
Bis zum 9. Januar 2015 wurden laut Investorenbericht von Frontier Developments weltweit über 300.000 digitale und physische Kopien von Elite: Dangerous verkauft. Damit wurden die Erwartungen des Publishers deutlich übertroffen, der mit 250.000 bis Mai 2015 verkauften Kopien kalkuliert hatte.
Im April 2015 wurde die Marke von 500.000 verkauften Kopien überschritten.
Im Januar 2016 lag die Zahl der verkauften Kopien bei 1,4 Millionen.
Bis Ende 2016 wuchs die Zahl der weltweiten Gesamtverkäufe auf 2,1 Millionen an.